# Oscar Cantoni
Pour les articles homonymes, voir Cantoni.
Oscar Cantoni, né le 1er septembre 1950 à Lenno en Italie, est un évêque catholique depuis 2005. Il est créé cardinal en 2022.

## Biographie

### Jeunesse et formation
Oscar Cantoni naît à Lenno le 1er septembre 1950. Après ses études classiques au Collège pontifical Gallio de Côme, il entre en 1970 au séminaire diocésain pour recevoir une formation théologique spécifique.
Le 28 juin 1975, il est ordonné prêtre à Côme par l'évêque Teresio Ferraroni.
Après l'ordination, on lui confie le poste de responsable du centre diocésain des vocations, dont il est responsable jusqu'en 1999. En 1991, il devient délégué épiscopal de l'Ordo Virginum, l'association des vierges consacrées restaurée par le concile Vatican II, qui contribue à la naissance et au développement du diocèse de Côme.
Le 11 juillet 2000, le pape Jean-Paul II lui confère le titre de prélat honoraire de Sa Sainteté.
En 2003, il quitte les fonctions qu'il occupait auparavant lorsqu’il est nommé vicaire épiscopal du clergé. Il occupe ce poste jusqu'à sa nomination épiscopale.

### Évêque
Le pape Jean-Paul II le nomme évêque de Crema le 25 janvier 2005.
En 2009, après deux ans de travail préparatoire intensif à Uni-Crema, l'université libre pour adultes, il contribue à la promotion de la citoyenneté culturelle et sociale dans le sillage de l'humanisme chrétien. En septembre 2010, il devient le premier évêque d'Italie à organiser et à lancer une mission vers la jeunesse afin de communiquer avec elle non seulement dans les églises, mais aussi dans les boîtes de nuit, les théâtres, le sport, etc.
Le 21 novembre 2010, il a reçoit l'insigne de Grand Officier de l'ordre équestre du Saint-Sépulcre de Jérusalem et est nommé Grand Prieur de la Lieutenance pour l'Italie du Nord par décret du cardinal John Patrick Foley, grand maître de l'ordre.
Le 4 octobre 2016, il devient évêque de Côme.

### Cardinal
Le 13 juillet 2022, le pape François nomme Oscar Cantoni membre du dicastère pour les évêques. Le 27 août 2022, il le crée cardinal prêtre et lui attribue le titre de Santa Maria Regina Pacis a Monte Verde.